# جوشوا ميلز
جوشوا ميلز (بالإنجليزية: Joshua Mills)‏ هو فلاح وسياسي أسترالي، ولد في 13 يناير 1859، وتوفي في 21 مارس 1943 في أستراليا.